# Cisco Systems
Cisco Systems, Inc. je jedna z největších počítačových firem dnešní doby a dominující hráč na poli síťových prvků. Mimo jiné vyrábí ethernetové i ATM switche, routery, VoIP gatewaye a IP telefony.
Cisco bylo založeno v roce 1984 malou skupinou vědců ze Stanfordovy univerzity. V současné době zaměstnává více než 65 000 zaměstnanců po celém světě. Nynější hodnota společnosti je odhadována na 148 miliard dolarů.
Edward Snowden odhalil, že NSA do produktů Cisco zabudovala zadní vrátka, avšak neexistuje důkaz, že by o tom firma Cisco věděla.

## Původ názvu a loga
Název „Cisco“ je zkratka ze San Francisco. Název cisco Systems (s malým počátečním „c“) byl používán dlouho poté, co bylo oficiální jméno společnosti změněno na Cisco Systems, Inc.
Logo společnosti znázorňuje sanfranciský Golden Gate Bridge. V říjnu 2006 Cisco představilo nové logo, které je graficky jednodušší než původní.